# SV Weingarten (Württemberg)
Der SV Weingarten ist ein Fußballverein aus Weingarten im Landkreis Ravensburg. Seine Anfänge gehen auf das Jahr 1907 zurück.

## Geschichte
1907 wurde der Verein unter dem Namen FC Altdorf Weingarten gegründet. Um 1919 erfolgte eine Umbenennung in FV Weingarten, 1928 nahm man den heute gültigen Namen an. 
1939 fusionierte man mit dem TV Weingarten, dem RV 1894 Weingarten und der Schneeschuh-Vereinigung Weingarten zum TSV Weingarten. Nach dem Zweiten Weltkrieg wurde der Verein am 21. September 1946 als Sportfreunde Weingarten neugegründet. Zwischen 1947 und 1950 wurde der Verein dreimal Staffelmeister der Amateurliga Südwürttemberg-Süd. Am 30. Juni 1950 spaltete sich die Fußballabteilung vom Gesamtverein ab und nahm wieder den Namen SV Weingarten an. In der Saison 1950/51 trat man in der neugeschaffenen Amateurliga Württemberg an, stieg aber als Tabellenletzter der Premierensaison sofort ab.
Erst 1969 kehrte man wieder in den überregionalen Fußball zurück. In der Saison 1969/70 und von 1972 bis 1978 trat man in der Amateurliga Schwarzwald-Bodensee an, bestes Abschlussergebnis war dabei ein fünfter Platz in der Saison 1972/73. Im WFV-Pokal stand der SVW 1974 im Finale gegen den TV Gültstein, verlor aber im heimischen Stadion vor 2000 Zuschauern mit 0:1.
Zur Saison 1978/79 wurde eine neue Ligeneinteilung im Bereich des Württembergischen Fußball-Verbandes eingeführt. Aufgrund der schlechten Platzierung in der letzten Saison der Schwarzwald-Bodensee-Liga musste der Verein in die Landesliga. Seit dieser Zeit wurde nie wieder eine höhere Klasse erreicht. Der SV Weingarten pendelte die folgenden drei Jahrzehnte immer zwischen Landesliga und Bezirksliga. Den vorläufigen Tiefpunkt gab es im Sommer 2010 mit einem weiteren Abstieg; in der Saison 2010/11 musste der SV Weingarten also zum ersten Mal in der Vereinsgeschichte in der neuntklassigen Kreisliga antreten. Diese Saison wurde dann aber mit Meistertitel und Sieg im Bezirkspokal (Double) sehr erfolgreich absolviert. Ab der Saison 2011/12 spielte der Verein wieder in der Bezirksliga, in der er 2013 Meister wurde.
Seit der Saison 2013/14 trat der SV Weingarten also wieder in der Landesliga Württemberg an. Im Sommer 2018 erfolgte aber nach fünf Jahren Landesliga ein erneuter Abstieg in die Bezirksliga Bodensee, nachdem der Verein zum Ende der Saison lediglich den Relegationsplatz erreicht hatte und das entscheidende Relegationsspiel gegen den Vizemeister der Bezirksliga, den FC Leutkirch, verloren gegangen war.

## Spielstätte
Anfangs diente ein innerstädtischer Platz im Stadtteil Blumenau als Austragungsort für die Heimspiele. Als dieser allerdings neuen Wohnanlagen weichen musste, wurde im Jahr 1992 eine neue großzügige Sportanlage mit Trainingsplätzen und einem Kunstrasenspielfeld am Stadtrand auf dem Gelände des Lindenhofs (Name: „Lindenhofstadion“) erbaut. Auf der Tribüne finden rund 600 Zuschauer Platz. Rings um das Spielfeld gibt es noch einmal bis zu 3000 Stehplätze. 
Das Stadion wurde im September 2023 mit finanzieller Unterstützung von TeleData und TWS renoviert und trägt seither den Namen „TeleData-Stadion am Lindenhof“.

## Bekannte Personen
- Simon Henzler (* 1976), Jugendspieler beim SV Weingarten